# Cairn na Burgh Mòr
Cairn na Burgh Mòr és una petita illa deshabitada de les Hèbrides Interiors situada al nord-oest d'Escòcia. Forma part del grup de les Treshnish, situant-se al seu extrem nord-est, al nord-est de l'illa de Fladda. És l'illa més gran de les dues que conformen el petit grup de les "Carnburgs" - l'altre s'anomena Cairn na Burgh Beag-. Cairn na Burgh Mòr es troba enfront de l'entrada del Loch Tuath, que se situa a la costa oest de Mull. Totes dues illes presenten una cobertura d'herba i posseeixen una silueta molt característica: són planes i retallades per penya-segats. L'illa posseeix un castell i una capella.
El seu nom prové del nòrdic antic, "Kiarnaborg", i significa "Castell en bona terra".